# تايبان الداخلي
تايبان الداخلي، المعروف أيضا باسم تايبان الغربي، والثعبان صغيرة الحجم أو الثعبان الشرسة، هو نوع من الثعابين السامة للغاية في فصيلة العرابيد. هذا النوع متوطن في المناطق شبه القاحلة في وسط شرق أستراليا. السكان الأصليين الاستراليين الذين يعيشون في تلك المناطق اسموه Dandarabilla. تم وصفها لأول مرة من قبل فريدريك ماكوي في عام 1879 ومن ثم ويليام جون ماكلي في عام 1882، ولكن على مدى التسعين عاماً التالية، كانت لغزاً للمجتمع العلمي؛ لم يتم العثور على المزيد من المعلومات، ولم يُضاف أي شيء تقريباً إلى معرفة هذا النوع حتى إعادة اكتشافه في عام 1972.
إستناداً إلى قيمة الجرعة القاتلة في الفئران فإن سم التايبان الداخلي هو الأكثر سمية من أي ثعبان - أكثر بكثير من حتى ثعابين البحر - ولها السم الأكثر سمية من أي الزواحف عند اختبارها على زراعة الخلايا للقلب البشري. التايبان الداخلي هو صياد متخصص للثدييات، لذا فإن سمه مُكيّف خصيصاً لقتل الأنواع ذات الدم الحار. يُقدّر أن عضة واحدة لديها ما يكفي من الفتك لقتل ما لا يقل عن 100 إنسان كامل النمو، واعتماداً على طبيعة العضة، لديها إمكانية قتل شخص ما في أقل من 30 إلى 45 دقيقة إذا تركت دون علاج. إنه ثعبان سريع جداً ورشيق يمكنه أن يضرب فوراً بدقة بالغة، وغالباً ما يضرب عدة مرات في نفس الهجوم، وهو يسمّم في كل حالة تقريباً.
على الرغم من أن التايبان شديد السمية ومهاجم قدير، على عكس التيبان الساحلي الدفاعي، فإن التايبان الداخلي عادة ما تكون ثعباناً خجولاً ومنعزلاً، مع نزعة هادئة، وتفضل الهروب من المتاعب. ومع ذلك، فإنها ستدافع عن نفسها وتضرب إذا استفزت أو أسيء التعامل معها أو مُنعت من الفرار. ولأنها تعيش في مثل هذه المواقع النائية، فإن تايبان الداخلي نادراً ما يتصل بالناس؛ ولذلك لا يعتبر أفعى الأكثر فتكا في العالم عموما، وخاصة من حيث التصرف والوفيات البشرية في السنة. كلمة «شرسة» من اسمها البديل تصف سمها، وليس مزاجها.